# Aurelia o la libertad de soñar
Aurelia o la libertad de soñar es una obra de teatro de Lorenzo López Sancho, estrenada en 1971.

## Argumento
La obra gira en torno a la figura de Julia, una actriz que escapa a su cruda realidad vital, escondiéndose y simbiotizándose cada vez más en los personajes que interpreta - especialmente la Aurelia de La loca de Chaillot - hasta el punto de no discernir entre verdad y fantasía. El regreso del hijo tras haber cumplido condena por parricidio desata la tormenta en la mente trastornada de Julia.

## Estreno
Estrenada en el Teatro Jacinto Benavente de Madrid el 11 de octubre de 1971, estuvo dirigida por José Luis Alonso, con escenografía de Emilio Burgos e interpretada por Amelia de la Torre en el papel principal, Marta Puig, Teresa Tomás, Guillermo Marín, Venancio Moreno, Jaime Blanch y José Luis Lespe.